# ファインド・アウト
『ファインド・アウト』（原題: Gone）は、2012年にアメリカ合衆国で公開されたスリラー映画。

## ストーリー
ジルは何者かに誘拐されたが自力で逃げ出し、警察に助けを求めた。しかし、誘拐があったという証拠はどこにも見つからず、彼女の妄言ということで片付けられてしまうのだった。
それから一年後、今度は彼女の妹が姿を消してしまう。自分を誘拐した犯人によるものだと考えたジルは、一人で犯人を追うことを決意する。

## キャスト
※括弧内は日本語吹替
- ジル - アマンダ・セイフライド（浅野真澄）

突如失踪した妹を探すヒロイン。
- パワーズ - ダニエル・サンジャタ（英語版）（落合弘治）
- シャロン・エイムズ - ジェニファー・カーペンター（吉田麻実）
- ビリー - セバスチャン・スタン（前田一世）
- ピーター・フード - ウェス・ベントリー（玉木雅士）
- ミラー - ニック・サーシー（斉藤龍吾）

工具店主。
- ジム - ソクラティス・オットー（英語版）（岩崎正寛）
- モリー - エミリー・ウィッカーシャム（坂井恭子）
- ニック・マシー - ジョエル・デヴィッド・ムーア（岩崎正寛）
- エリカ・ロンズデール - キャサリン・メーニッヒ（衣鳩志野）
- レイ・ボーズマン警部補 - マイケル・パレ（河本邦弘）
- ヘンリー・マシー - テッド・ルーニー（英語版）（板取政明）
- ターニャ - エイミー・ロウホーン（吉田麻実）

ロックスミス店員。
- アンダース - スーザン・ヘス（片貝薫）

精神科医。
- サーマック - ジャニーン・ジャクソン（片貝薫）
- コンラッド・レイノルズ - ブレイン・パルマー（竹本和正）
- トレイ - ハンター・パリッシュ（小林親弘）

## 評価
レビュー・アグリゲーターのRotten Tomatoesでは69件のレビューで支持率は12%、平均点は3.50/10となった。Metacriticでは15件のレビューを基に加重平均値が36/100となった。